# Мироновский район
Миро́новский райо́н (укр. Миро́нівський райо́н) — упразднённая административная единица на юго-востоке Киевской области Украины. Административный центр — город Мироновка.

## География
Площадь — 904 км2.
Район граничит на севере с Бориспольским (по акватории Каневского водохранилища), на северо-западе — с Кагарлыкским, на юге — с Богуславским, на западе — с Ракитнянским районами Киевской области, на востоке — с Каневским районом Черкасской области.

## История
17 июля 2020 года в результате административно-территориальной реформы район вошёл состав Обуховского района.

## Демография
Население района составляет 40 803 человека (данные 2006 г.), в том числе в городских условиях проживают около 13 253 человек. Всего насчитывается 46 населённых пунктов.

## Административное устройство
Количество советов:
- городских — 1
- сельских — 23

Количество населённых пунктов:
- городов районного значения — 1
- сёл — 45

## Населённые пункты
с. Александровка
с. Андреевка,
с. Великий Букрин,
с. Вахутинцы,
с. Ведмедевка,
с. Викторовка,
с. Владиславка,
с. Горобиевка,
с. Грушев,
с. Гули,
с. Дудари,
с. Емчиха,
с. Зеленьки,
с. Карапыши,
с. Кипячка,
с. Козин,
с. Корытище,
с. Кулешов
с. Кутелев,
с. Липовый Рог,
с. Малый Букрин,
с. Македоны,
с. Малые Прицки,
с. Масловка,
с. Матвеевка,
с. Микитяны,
город Мироновка,
с. Новая Александровка,
с. Новая Мироновка,
с. Пии,
с. Полевое,
с. Поток,
с. Пустовиты,
с. Пятихатка,
с. Ромашки,
с. Росава,
с. Салов,
с. Светлое,
с. Тарасовка,
с. Тулинцы,
с. Фроловка,
с. Центральное,
с. Шандра,
с. Юхны,
с. Яхны,
с. Ходоров.